# موزه هنرهای اسلامی غزنی
موزه هنرهای اسلامی یک موزه واقع در غزنی افغانستان است که در روضه در حومه غزنی واقع شده‌است. این موزه برای اولین بار توسط هیئت باستان‌شناسی ایتالیا در سال ۱۹۶۶ در مقبره بازسازی‌شده عبدالرزاق متعلق به سده شانزدهم افتتاح شد تا آثار دوران اسلامی را به نمایش بگذارد. کار موزه پس از سال ۱۹۷۹ در طول جنگ با شوروی متوقف شد چرا که در آن چندین اثر باستانی آسیب دید. ساختمان موزه دوباره در سال ۲۰۰۴ تا ۲۰۰۷ بازسازی شد. تعدادی از آثار کشف‌شده در منطقه غزنی نیز در موزه‌های کابل یافت می‌شود.